# Psihijatrija
Psihijatrija (grčki psyche - duša, iatrea - liječenje) klasično je određena kao medicinska struka koja se bavi nastankom, razvojem, manifestacijama bolesti čovjekove ličnosti koji proizlaze iz subjektivnoga individualnog života ili njegova odnosa s okolinom.
Osnovna su dva područja u medicinskoj struci psihijatrija: mentalni poremećaji i individualno ponašanje u zdravlju i bolesti. Oba su područja karakterizirana stupnjem znanstvene nesigurnosti. Psihijatrija upotrebljava modele ponašanja i mentalne aktivnosti da bi umanjila nesigurnost organizirajući znano u konceptualni okvir.

## Konceptualni modeli psihijatrije
- Biologijska psihijatrija
- Psihodinamska psihijatrija
- Socijalna psihijatrija

Moderan pokušaj objedinjenja teoretskih modela jest Biopsihosocijalni model.

## Povijesni razvoj psihijatrije
Postupak s duševnim bolesnikom u svojem je razvoju pratio razvoj društva i psihijatrije kao medicinske znanosti. U početku je zasnivano na magijskim ritualima, jer se nastanak gotovo svih bolesti tumačio utjecajem nekih demonskih sila.
Antička medicina donosi nove perspektive. Hipokrat u IV. stoljeću prije Krista iznosi pretpostavku da su duševni poremećaji rezultat oboljelog mozga, i da je "sumanut čovjek" zapravo bolestan čovjek. 
U srednjem vijeku došlo je do vraćanja na demonomaniju. Duševni su bolesnici liječeni egzorcizmom, zatvaranjem u kazamate, okivani su, a ponegdje držani u kavezima izvan grada.

## Grane psihijatrije
Biologijska psihijatrija je psihijatrijska škola i disciplina koja naglašava fizikalne, kemijske i neurološke uzroke psihijatrijskih bolesti i pristupa u liječenju.
Psihoterapija - Psihoterapijska i psihodinamska psihijatrija se bavi procesima kod kojih se osobe koje se žele osloboditi simptoma ili traže načine za osobni razvoj uz pomoć psihoterapeuta ili psihoanalitičara razumijevaju svoje ponašanje u zdravlju i bolesti, sa stajališta motivacije, naglašavajući psihološka značenja i biološke instinkte kao pokretače promjena.
Forenzička psihijatrija - Forenzička ili sudska psihijatrija je grana psihijatrije koja se bavi pravnim pitanjima vezanim uz duševne poremećaje. Sudsko psihijatrijski vještaci izrađuju ekspertize tj. provode vještačenja osoba koje zbog duševnih poremećaja dolaze u kontakt s pravnim normama, kaznenog i građanskog prava i u vanparničnim postupcima.
Socijalna psihijatrija je grana psihijatrije koja se bavi kulturološkim, ekološkim i sociološkim čimbenicima koji izazivaju, precipitiraju, pojačavaju, produžuju ili na drugi način kompliciraju neprilagođene modele ponašanja te njihovim liječenjem.
Liaison - Konzultacijsko suradna (liaison) psihijatrija se bavi suradnjom s ostalim medicinskim stručnjacima kako bi se poboljšala dijagnostika, liječenje i vođenje bolesnika s primarnim tjelesnim bolestima.
Dječja i adolescentna psihijatrija je grana psihijatrije koja proučava duševne poremećaje, njihovo dijagnosticiranje, prevenciju i liječenje kod djece i adolescenata, osoba mlađih od 18 godina.
Psihijatrija ovisnosti se bavi bolestima ovisnosti, primjerice  alkoholizmom.
Gerontopsihijatrija se bavi psihičkim problemima starijih osoba.
Stres, psihotrauma i PTSP (posttraumatski stresni poremećaj) su posebno važno područje interesa psihijatara.

## Vanjske poveznice
- Hrvatsko psihijatrijsko drušvo
- Psihijatrija u Slavoniji  Arhivirana inačica izvorne stranice od 21. lipnja 2006. (Wayback Machine)
- Medicinski obavjesni program
- Citizen Commission on Human Rights - istraga psihijatrije